# Tyngdacceleration

Tyngdaccelerationen, g, är en resultant av gravitations-accelerationen, g_{A}, och centrifugal-accelerationen, w.
Vid ekvatorn verkar centrifugal-accelerationen och gravitations-accelerationen i motsatta riktningar vilket ger en mindre minskning av tyngaccelerationen.
Vid polerna är centrifugal-accelerationen noll då vi befinner oss vid jordens rotationsaxel.

Tyngdacceleration eller tyngdkraftspotential är inom klassisk mekanik den acceleration som är resultatet av kombinationen av gravitationsaccelerationen och den centrifugalacceleration som härrör från en kropps rotation, till exempel jordens rotation.
Tyngdaccelerationen på jordytan, också kallad jordaccelerationen, varierar med latitud, mellan cirka 9,78 m/s2 vid ekvatorn och 9,83 m/s2 vid polerna, med ytterligare vissa mindre variationer beroende på lokal topografi och höjd över havsytan.
Variationen med latitud beror på att centrifugalaccelerationen från jordens rotation vid ekvatorn verkar rakt motsatt tyngdkraften, medan den vid polerna närmar sig noll då dessa ligger vid jordens rotationsaxel.
Genom att förenklat anta att jordklotet är en homogen rotationsellipsoid, så kan tyngdaccelerationen vid ellipsoidens yta för en viss latitud (breddgrad) φ och höjd över havet ungefärligen beräknas som:
{\displaystyle g(\varphi ,H)=9,8062\cdot (1-0,00264\cdot \cos(2\varphi )-0,0000003\cdot H)\ \mathrm {m} /\mathrm {s} ^{2}}
där H = höjd över havet (m) och φ = breddgrad (latitud) i grader (0 vid ekvatorn, 90 vid nordpolen), samt g = acceleration (m/s2).
Med hjälp av denna förenklade formel kan följande tabell ställas upp:
| Plats                | Bredd- grad (grader) | Höjd (m) | g (m/s2) |
| -------------------- | -------------------- | -------- | -------- |
| Smygehuk             | 55,34                | 0        | 9,815    |
| Treriksröset         | 69,06                | 488      | 9,824    |
| Huascarán, Peru      | -9,12                | 6 768    | 9,762    |
| Mount Everest, Nepal | 27,99                | 8 848    | 9,766    |
| Ekvatorn             | 0                    | 0        | 9,780    |
| Nordpolen            | 90                   | 0        | 9,832    |
| Karmanlinjen         | 90                   | 100 km   | 9,538    |
| ISS                  | 90                   | 414 km   | 8,614    |

I tabellen har två approximativa "platser" infogats:
- Karmanlinjen - för förhållandena på höjden för den så kallade Karmanlinjen omkring 100 km över havsytan, den höjd där atmosfärens låga densitet gör det teoretiskt omöjligt för farkoster med aerodynamiska vingar att flyga. Tyngdaccelerationen på denna höjd är cirka 97 % jämfört med vid havsytan.
- ISS - för förhållandena på höjden för den internationella rymdstationen ISS drygt 400 km över havsytan, där tyngdaccelerationen på denna höjd är cirka 88 % jämfört med vid havsytan. Om rymdstationen helt hypotetiskt stannade upp i sin bana skulle den dras mot jorden med en tyngdkraft på 88%, som under den vådliga 40 mil långa färden mot jorden raskt skulle öka till 100%. Nu rör sig dock ISS i sin omloppsbana med en hastighet på cirka 27 600 km/h, vilket ger en centrifugalacceleration som ganska exakt motverkar denna tyngacceleration vilket gör att personer och föremål på farkosten är "tyngdlösa" eller upplever mikrogravitation.[3]

Noggranna uppgifter om tyngdaccelerationen på olika orter i Sverige kan erhållas från Lantmäteriet.
På senare tid har noggrannare kartor utarbetats över tyngdaccelerationens variation över hela jordklotet, som bland annat visar att det lägsta värdet på tyngdaccelerationen på jorden finns vid toppen på berget Nevado Huascarán i Peru, och är cirka 9,764 m/s2, vilket är mycket nära det förenklade värdet i tabellen ovan.
I äldre tekniska handböcker approximerades ibland tyngdaccelerationen med π² ≈ 9,87. Detta berodde på att  räknestickor hade en markering för π², vilket avvek från det korrekta värdet för g med cirka 0,6 procent vilket ofta uppfyllde dåtidens krav på ingenjörsmässig noggrannhet.
Tyngdaccelerationens värde ingår i vissa äldre enheter som kilopond och mmHg. För att få en entydig definition används i dessa sammanhang ett överenskommet referensvärde på tyngdaccelerationen som är exakt 9,80665 m/s2.